# Журавель білий
Журавель білий, або стерх (лат. Grus leucogeranus) — вид журавлів, ендемік північних територій Росії. Стерхи знаходяться під загрозою зникнення і внесені в міжнародні списки Червоної книги Міжнародного союзу охорони природи та конвенції з міжнародної торгівлі тваринами СІТЕС, а також Червоної книги Росії. В даний час чисельність якутської популяції виду (в дикій природі) оцінюється приблизно в 2900–3000 особин. Критична ситуація склалася з західносибірськими стерхами — їх в природі залишилося близько 20 особин.

## Опис
Великий птах: висота близько 140 см, розмах крил 2,1–2,3 м, маса 5–8,6 кг. Пір'я в передній частині голови навколо очей і дзьоба відсутнє, шкіра в цьому місці у дорослих птахів забарвлена в яскраво-червоний колір. Рогівка очей червона або блідо-жовта. Дзьоб довгий (найдовший серед всіх журавлів), червоний, на кінці пилкоподібно зазубрений. Оперення більшої частини тіла біле, за винятком чорних махових пір'їн першого порядку на крилах. Ноги довгі, червонувато-рожеві. У молодих стерхів передня частина голови блідо-жовта; оперення коричнево-руде, з блідими плямами на шиї і підборідді. Зрідка зустрічаються білі молоді стерхи з рудими плямами на спині, шиї і з боків. Очі у пташенят перші півроку блакитні, потім жовтіють.
Статевий диморфізм (видимі відмінності між самцями і самками) майже не виражені, хоча самці злегка крупніші за самок і мають більш довгий дзьоб. Підвидів не утворює.

## Спосіб життя
Серед всіх журавлів стерхи вирізняються найбільшою вимогливістю до умов проживання, що робить збереження цього виду важкоздійснюваним завданням. Ці журавлі більш за інших пов'язані з водним способом життя, про що говорить їх довгий дзьоб і будова ніг, що дозволяє пересуватися по в'язкому ґрунту. Крім того, їх морфологія і поведінкові характеристики дещо відмінні від інших споріднених видів.
Голос стерхів помітно відрізняється від інших журавлів — чистий, високий, «срібний» протяжний звук.
Цурається людини; навіть при далекій її появі може покинути гніздо, що створює небезпеку легкої здобичі потомства для хижаків. Тому мисливцям, наприклад, заборонялося виходити на ті болота, де гніздиться стерх.

## Харчування
Стерхи всеїдні і живляться як рослинною, так і тваринною їжею. Навесні і влітку раціон включає в себе дрібних гризунів, яйця інших птахів і пташенят, рибу, комах та інших безхребетних тварин, журавлину, підводні частини осоки і пухівки. Під час зимової міграції птиці вживають в основному рослинну їжу: багаті поживними речовинами кореневища і бульби водних рослин. На відміну від інших журавлів, стерхи ніколи не шукають їжу на сільськогосподарських посівах.

## Розмноження
До місця гніздування пара прибуває зазвичай в кінці травня. Як і у інших видів журавлів, пара відзначає своє поєднання спільним характерним співом, який зазвичай видається з закинутою головою і являє собою низку складних протяжних мелодійних звуків. При цьому самець завжди розправляє крила, а самка тримає їх складеними. Крім того, дійство супроводжується характерними танцями самця і самки, які включають в себе підстрибування, лопотіння крилами, підкидання гілочок і нахили. Хоча танці найбільше асоціюються з залицянням, вважається, що вони є звичайним проявом поведінки журавлів і можуть грати роль заспокійливого фактора при агресії, зняття напруги або посилення подружнього зв'язку.
Гніздо влаштовується в болотистій або сильно зволоженій місцевості тундри або тайги, при цьому перевага віддається важкодоступній великій території з достатком прісної води. Будується гніздо прямо у воді з глибиною 30–40 см і підноситься над нею на висоті 12–15 см. В якості будівельного матеріалу для гнізда використовується осока або інша трава, яка складається купою, добре утрамбовується, а зверху робиться невелике заглиблення. Будують гніздо разом самець і самка.
Самка зазвичай відкладає 2 сірих з темними цятками яйця масою близько 215 г з проміжком в 2 дні, хоча в несприятливий рік кладка може складатися тільки з одного яйця. Кладка відбувається в кінці травня — середині червня, інкубаційний період триває близько 29 днів. Насиджують обоє батьків, проте самка проводить в гнізді більшу частину часу. Основна робота з охорони гнізда лягає на самця.
Виживає, як правило, тільки одне пташеня, так як між двома пташенятами виникає конкуренція за виживання, яка зазвичай закінчується загибеллю одного з них. Повне оперення пташенят настає через приблизно 70–75 днів.

## Згадування в літературі
«Білий журавель, якщо підійти до нього занадто близько, може стати небезпечним, оскільки боячись нападу, здатний завдати своїм дзьобом смертельних ран.»